# Lilli, a kis boszorkány – Utazás Mandolánba
A Lilli, a kis boszorkány – Utazás Mandolánba (eredeti cím: Hexe Lilli: Die Reise nach Mandolan) 2011-es német–spanyol–osztrák fantasy,  kalandfilm, amelyet Harald Sicheritz rendezett. A forgatókönyvet Bettine von Borries és Achim von Borries írta, a zenéjét Ian Honeyman szerezte, a producer Michael Coldewey és Martin Husmann, a főszerepben Cosma Shiva Hagen hangja hallható. 
Németországban 2011. február 17-én mutatták be. Magyarországon a televízióban 2015. február 14-én az M2-n adták le.

## Szereplők
| Szereplő  | Színész             | Magyar hang     |
| --------- | ------------------- | --------------- |
| Lilli     | Alina Freund        | Jelinek Éva     |
| Hektor    | Michael Mittermeier | Kerekes József  |
| Musa      | Tanay Chheda        | Baráth István   |
| Nandi     | Michael Mendl       | ?               |
| Guliman   | Jürgen Tarrach      | Józsa Imre      |
| Surulunda | Pilar Bardem        | ?               |
| Leila     | Pegah Ferydoni      | Zsigmond Tamara |
| Az anya   | Anja Kling          | ?               |
| Suki      | Cosma Shiva Hagen   | ?               |